# مارك لومباردي
مارك لومباردي (بالإنجليزية: Mark Lombardi)‏ هو فنان أمريكي، ولد في 23 مارس 1951 في سيراكيوز في الولايات المتحدة، وتوفي في 22 مارس 2000 في نيويورك في الولايات المتحدة بسبب شنق.